# Слобідка (селище)
Слобі́дка — селище Подільського району Одеської області. Адміністративний центр Слобідської селищної громади. Розташоване на північному заході Подільського району за 30 км від м. Кодима, від обласного центру — 222 км, у південно-східній частині Подільської височини.

## Краєзнавча довідка
Площа с. Слобідка — 440 га. Населення станом на 01.01.2007 р. — 2600 осіб. День селища — 28 серпня. У селищі розташована вузлова залізнична станція Одеської залізниці. У селищі діє пункт контролю на кордоні із Молдовою (Придністров'ям) Слобідка—Ковбасна.
На станції Слобідка зупиняється 4 пари електричок Одеса-Подільськ-Вапнярка та одна Слобідка-Подільськ, що забезпечує підвезення робочих змін до міста Подільськ. Зупиняються деякі потяги далекого сполучення (Київ-Ізмаїл, Одеса-Ковель).
Діють Будинок культури, 3 бібліотеки, 8 магазинів, кафе-бар, поштове відділення, радіотелефонна станція, Слобідське відділення Кодимських електромереж. Колись працювали АЗС, млин, олійня, але зараз знаходяться в аварійному стані.

## Історія
Виникнення Слобідки у 1883 році пов'язане з будівництвом залізниці Київ-Балта. У 1873 р. тут збудовано перші пристанційні і житлові будови. У господарстві розвивалися капіталістичні відносини. У поміщиків Мардара і Маньковського селяни брали землю в оренду, були куркулі. Більшість населення становили робітники й селяни. З'явилася на селі сільськогосподарська техніка. З будівництвом залізничної гілки Слобідка-Бельци, Слобідка стала вузловою станцією. Було збудовано паровозне депо, водокачка, медпункт, баня. Водночас будувалося і селище. На той час побудовано перший двоповерховий будинок, який належав чиновнику Лозинському. У 1892 р. завершено будівництво великого красивого вокзалу. Буфет-ресторан тримала італійка Біанкі.
У 1901 р. відкрито трирічне однокласне залізничне училище.
Млин власника Курбатова побудовано у 1910-1911 рр. Зерно для помолу на борошно привозили люди з різних сіл.
20 жовтня 1938 р. Слобідка віднесена до категорії смт.
Під час Німецько-радянської війни на території Слобідки діяла комсомольсько-молодіжна група «Чайка» з понад 20 підпільників. 13 березня 1944 р. заарештовано й розстріляно 23 її учасників.
На фронтах Німецько-радянської війни воювало 648 селян, 278 з яких з бою не повернулося, 262 нагороджено орденами й медалями. Загиблому у 1945 р. Авеличеву Івану Тихоновичу присвоєне звання Героя СРСР. На війні особливо відзначилися молоді жінки селища, зокрема нагороджена орденом Флоренс Найтінгел М. П. Кухарська-Смирнова, яка під час Сталінградської битви винесла з поля бою понад 200 поранених; лікарі К. Г. Василевська (нагороджена орденом Леніна), О. Ф. Поліщук, медсестри П. І. Корицька, М. І. Нартова, М. І. Мельник, Л. М. Горохова, М. М. Ткач, Л. П. Галінська.
У 1954 р. завершено будівництво нового залізничного вокзалу. У 1988—1990 рр. електрифіковано залізницю та здійснено будівництво житлового 60-квартирного будинку і дитсадка на 160 місць. У 1974 р. побудовано нову триповерхову школу, у 1983—1987 рр. — 2 житлових двоповерхових будинки для вчителів.

## Населення

### Мова
Розподіл населення за рідною мовою за даними перепису 2001 року:
| Мова            | Кількість | Відсоток |
| --------------- | --------- | -------- |
| українська      | 2 444     | 92.75%   |
| російська       | 137       | 5.20%    |
| румунська       | 48        | 1.82%    |
| білоруська      | 3         | 0.11%    |
| болгарська      | 1         | 0.04%    |
| польська        | 1         | 0.04%    |
| інші/не вказали | 1         | 0.04%    |
| Усього          | 2 635     | 100%     |

## Видатні люди
- заслужені працівники освіти УРСР Є. М. Андрієнко, І. А. Курко.
- заслужений працівник культури УРСР Гавриленко Олена Іванівна.
- У селищі проживала відома естрадна співачка Гелена Веліканова.
- жила, навчалася хоробра жінка, санінструктор, орденоноска орденів Леніна та Червоної Зірки Марія Петрівна Смирнова.
- народився Герой Радянського Союзу — Іван Тихонович Авеличев (1911—1945).
- похований Степан Петрушевич (1855 — 13 січня 1920), громадсько-політичний діяч, член Української національної ради Західно-Української Народної Республіки.
- Петлюк Катерина Олексіївна (1919—1998) — радянська танкістка, учасниця німецько-радянської війни.